# Vršovická drážní promenáda
Vršovická drážní promenáda či jen Drážní promenáda je plánovaná klidová zóna v Praze 10, která má vzniknout na místě zrušené dvojkolejné železniční trati mezi Zahradním Městem a Vršovicemi. Procházela tudy železniční trať 220/221 z Prahy do Českých Budějovic, postavená již v roce 1874 jako součást Dráhy císaře Františka Josefa, která byla v tomto úseku přeložena na novou čtyřkolejnou trať do prostoru bývalého seřaďovacího nádraží, takže úsek přes zastávku Praha-Strašnice zastávka byl železniční dopravou opuštěn. Městská část Praha 10 i město Praha chtějí uvolněný prostor využít pro vybudování liniového městského parku zaměřeného na pěší, cyklistickou a bruslařskou dopravu a další formy aktivní relaxace. Drážní promenáda má být součástí uceleného systému zelených koridorů podle Generelu veřejných prostranství Prahy 10 a má zajistit lepší prostupnost území. Původní záměr předpokládal výstavbu po roce 2021, tedy po dokončení optimalizace železniční trati.

## Historie
Městská část Praha 10 se vizí Drážní promenády zabývá od roku 2012 a o záměru informovala Správu železniční dopravní cesty. Městská část tuto situaci označuje za jedinečnou a historicky neopakovatelnou šanci k vytvoření nového bezmotorového propojení, bez jejíhož využití by pravděpodobně byla liniová stavba zlikvidována rozprodejem pozemků a jejich různým využitím. Technická studie proveditelnosti byla zpracována na konci roku 2017. Městská část Praha 10 na jaře 2018 (?) předala dokončenou technickou studii proveditelnosti na Odbor rozvoje a financování dopravy Magistrátu hl. m. Prahy (RFD MHMP), další projektové fáze pak má na starosti Magistrát hl. m. Prahy, případně TSK hl. m. Prahy.
Komise Rady hlavního města Prahy pro cyklistickou dopravu v květnu 2018 vzala na vědomí studii, kterou zpracovalo studio PUDIS.
Technická správa komunikací navrhla sestavit speciální pracovní skupinu pro akci Vršovická drážní promenáda a jmenovat osobu, která bude plnit roli manažera této akce.
V červenci 2018 rada města záměr schválila. Následně hlavní město spustí přípravu projektové dokumentace a stavební řízení a bude hledat zhotovitele. Náklady jsou odhadovány na 200 milionů Kč, výstavba je připravena tak, aby mohla být hrazena ze Státního fondu dopravní infrastruktury. Praha preferuje výkup pozemků tak, aby celá promenáda byla v jejím vlastnictví.
V březnu 2021 byly v úseku odstraněny koleje.
Náměstek primátora pro dopravu Zdeněk Hřib v květnu 2023 uvedl, že Magistrát hl. m. Prahy získal pravomocné územní rozhodnutí pro výstavbu promenády.
V roce 2024 město připravovalo aktualizaci plánu udržitelné mobility do roku 2026, která zahrnuje nový seznam prioritních investic. V tomto návrhu se seznamu priorit zmizela například i drážní promenáda. Starosta Prahy 10 Martin Valovič uvedl, že vyřazení považuje za krajně nešťastné.
V dubnu 2024 stále nebylo vyřešeno předání pozemků. Trasa promenády má kolidovat s plánovanou vysokorychlostní tratí. Správa železnic pracovala na dokumentaci pro vysokorychlostní trať mezi Vršovicemi a Běchovicemi a také na studii proveditelnosti přestavby železničního uzlu Praha. Pozemky mají být uvolněny ihned poté, co Správa železnic finalizuje technické řešení, řádově se mělo jednat o měsíce.

## Provedení
Jak uvedl radní pro dopravu, sport a volný čas Petr Dolínek, promenáda bude začínat ulicí Dolíneckou na hranici Strašnic a Hostivaře a končit bude ve Vršovicích na úrovni nádraží, ve studii proveditelnosti je však koncový úsek vyhodnocen jako nerealizovatelný, tedy konec je situován v úrovni mostu přes Botič. Komise rady HMP pro cyklistickou dopravu v květnu 2018 označila za klíčové dořešit také propojení mezi Botičem, resp. ul. Petrohradskou, a vršovickým nádražím v těsném souběhu s tratí, na které studie PUDIS rezignovala. Studie PUDIS rovněž neřešila ostatní připojení až po Bělehradskou.
Vzhledem k charakteru bývalé železnice nejsou nutné velké stavební úpravy, vybudování bude spočívat hlavně v pokládce různých povrchů.
Bude také nutné vybudovat 3 nové mosty.
Pro zachování genia loci mají být ponechány či revitalizovány některé stávající drážní objekty a prvky, například historická návěstidla, stožáry osvětlení, provozní značení, nadchod v zastávce Praha-Strašnice a podobně.